# Cartigny, Somme

Cartigny este o comună în departamentul Somme, Franța. În 1 ianuarie 2022 avea o populație de 690 de locuitori.